# Joachim Garraud
Joachim Garraud (Nantes, Francia, 27 de septiembre de 1968) es un DJ y productor discográfico francés. Ha sido productor de estrellas como David Guetta, Geyster, Paul Johnson, Deep Dish, David Bowie, Kylie Minogue, Mylène Farmer, Cassius, Belamour, Kid Vicious, Saffron Hill, Culture Club, Ceronne y Moby.
Es conocido por sus colaboraciones con otros DJs y músicos como David Guetta o Jean-Michel Jarre. Realiza un programa  semanal en Radio FG donde ofrece una nueva sesión Zemixx. Posteriormente, la sesión está disponible en su podcast. También ha sido el cofundador de diversos sellos discográficos:

- Gum Prod.
- Prod public garden.
- Gum Records.

Sus mezclas son una combinación de DJ al más puro estilo tradicional y una mezcla en vivo con CD. Ciertos sonidos que emplea nunca habían sido oídos dentro de la música house antes.

## Biografía
Después de estudiar musicologia (7 años en la Academia de Percusión de Música y Piano), decidió volver hacia la música electrónica donde realizó muchos progresos. Principalmente como DJ en clubs parisinos, poco a poco empezó a convertirse en un verdadero trotamundos viajando a diversos países donde estableció muchos contactos con otros DJs. Toma parte en la mayoría de festivales  relacionadas con la música electrónica (Coil Parade, Techno parades). En diciembre de 2005, su primera compilación Club FG ZeMixx fue publicada, tomando el nombre directamente del podcast, y en marzo de 2007 publicó el segundo volumen, acompañado esta vez por un DVD.
Participa en tres de los álbumes de David Guetta. Cabe destacar que Joachim Garraud, se alió con Pioneer, para formar parte del desarrollo del plato  DVD DVJ-1000, permitiendo a los DJ's mezclar tanto la imagen como el sonido.

## Tours

### 2005
- Ucrania
- Asia

### 2006
- Austria
- Bélgica
- Alemania
- Indonesia
- Japón

### 2007
- Australia

## Discografía
- 2007: Love Is Gone (con David Guetta y Chris Willis)
- 2007: Street Sounds
- 2008: Sharam - The One (Remix con David Guetta)
- 2008: Invasion
- 2011: Invasion 2011